# Abdul Naza Alhassan
Abdul Naza Alhassan (* 17. Juni 1990) ist ein ghanaischer Fußballspieler.

## Karriere

### Verein
Am Jahresanfang 2008 wechselte er aus seiner Heimat vom Wa All Stars FC zum japanischen Klub Shonan Bellmare. Dort kam er im laufenden Jahr dann aber auch nur dreimal in der zweiten Liga, sowie einmal im Kaiserpokal zum Einsatz. Im nächsten Jahr stand er dann nicht einmal mehr im Kader. Anfang 2010 wechselte er dann schließlich wieder nach Ghana zurück, diesmal zum Kessben FC.

### Nationalmannschaft
In der ghanaischen Fußballnationalmannschaft wurde er u. a. bei der U-17-Fußball-Weltmeisterschaft 2007 in insgesamt fünf Spielen eingesetzt. Zusammen mit seiner Mannschaft erreichte er das Halbfinale wo diese mit 2:1 n. V. der spanischen Auswahl unterlag. In diesem Spiel wurde er in der zehnten Minute der Nachspielzeit beim Stand von 1:1 für Mohammed Tetteh Nortey eingewechselt, dass spanische Siegtor zum 2:1 wurde schließlich von Bojan Krkic in der 26. Minute der Nachspielzeit erzielt. Im Spiel um Platz drei gegen Deutschland wurde er in der 62. Minute beim Stand von 0:1 für Enoch Kofi Adu eingewechselt; das Spiel endete mit einer 1:2-Niederlage. In keinem Spiel dieses Wettbewerbs kam er über die vollen 90. Minuten zum Einsatz. Sein längster Einsatz war die komplette zweite Halbzeit bei der 2:3-Niederlage gegen Deutschland in der Vorrunde.